# Andra akten
Andra akten är en svensk drama-romantikfilm från 2023. Filmen är regisserad av Mårten Klingberg, med manus skrivet av Anna Heinämaa och Vera Kiiskinen.
Filmen hade biopremiär i Sverige den 24 februari 2023, utgiven av Nordisk Film.

## Rollista (i urval)
- Lena Olin – Eva
- Rolf Lassgård – Harald
- Charlie Gustafsson – Felix
- Richard Sseruwagi – Tyson
- Irma Jämhammar – Jelena
- Tobias Aspelin – Oskar
- Timo Nieminen – Marko
- Lars Väringer – Erik
- Görel Crona – Monika
- Anneli Martini – Siv
- Anders Mårtensson – Robban

## Produktion
Filmen är producerad av Johanna Bergenstråhle för Nordisk Film, i samproduktion med Film i Väst och SVT. Inspelningen av filmen startade den 5 juli 2021 och spelades in i Göteborg och Stockholm.